# Stanley Weston
Stanley Weston, né le 16 mai 1923, à Kings Norton, en Angleterre et décédé en janvier 2000, à Dudley, en Angleterre, est un ancien joueur britannique de basket-ball. Il est le frère de Harry Weston.